# Будищенська сільська рада (Звенигородський район)
Буди́щенська сільська́ ра́да — адміністративно-територіальна одиниця та орган місцевого самоврядування у Звенигородському районі Черкаської області. Адміністративний центр — село Будище.

## Загальні відомості
- Населення ради: 711 особа (станом на 2001 рік)

## Населені пункти
Сільській раді були підпорядковані населені пункти:
- с. Будище

## Склад ради
Рада складалася з 12 депутатів та голови.
- Голова ради: Кулик Валерій Леонідович
- Секретар ради: Басюра Оксана Іванівна

### Керівний склад попередніх скликань
| Прізвище, ім'я, по батькові | Основні відомості                                                 | Дата обрання | Дата звільнення |
| --------------------------- | ----------------------------------------------------------------- | ------------ | --------------- |
| Кулик Валерій Леонідович    | Сільський голова, 1962 року народження, освіта вища, безпартійний | 26.03.2006   | 31.10.2010      |
| Кулик Валерій Леонідович    | Сільський голова, 1962 року народження, освіта вища, безпартійний | 31.10.2010   |                 |

Примітка: таблиця складена за даними сайту Верховної Ради України

### Депутати
За результатами місцевих виборів 2010 року депутатами ради стали:

#### За суб'єктами висування
| Суб'єкт висування           | Кількість обраних депутатів | %    |
| --------------------------- | --------------------------- | ---- |
| Самовисування               | 7                           | 58,3 |
| Партія регіонів             | 4                           | 33,3 |
| Комуністична партія України | 1                           | 8,3  |

#### За округами
| № округу                    | Прізвище, ім'я, по батькові     | Дата визнання обраним | Освіта             | Партійна приналежність | Відомості про обраного депутата                                      |
| --------------------------- | ------------------------------- | --------------------- | ------------------ | ---------------------- | -------------------------------------------------------------------- |
| Комуністична партія України |                                 |                       |                    |                        |                                                                      |
| 5                           | Зінченко Тамара Олексіївна      | 04.11.2010            | середня спеціальна | позапартійна           | тимчасово не працює                                                  |
| Партія регіонів             |                                 |                       |                    |                        |                                                                      |
| 7                           | Павлик Оксана Василівна         | 04.11.2010            | середня спеціальна | позапартійна           | ПСП ім. Шевченка, бухгалтер                                          |
| 8                           | Басюра Оксана Іванівна          | 04.11.2010            | середня спеціальна | позапартійна           | Будищенська сільська рада, секретар                                  |
| 11                          | Канцідайло Ольга Михайлівна     | 04.11.2010            | середня спеціальна | позапартійна           | Будищенський психоневрологічний інтернат, повар                      |
| 12                          | Осадча Юлія Борисівна           | 04.11.2010            | середня спеціальна | позапартійна           | Будищенський психоневрологічний інтернат, культпрацівник             |
| Самовисування               |                                 |                       |                    |                        |                                                                      |
| 1                           | Сорока Леонід Михайлович        | 04.11.2010            | середня            | позапартійний          | тимчасово не працює                                                  |
| 2                           | Іщенко Валентина Дмитрівна      | 04.11.2010            | середня спеціальна | позапартійна           | Будищенська сільська рада, головний бухгалтер                        |
| 3                           | Сабатовська Катерина Михайлівна | 04.11.2010            | середня спеціальна | позапартійна           | Будищенський психоневрологічний інтернат, завідувачка складом        |
| 4                           | Трохименко Наталія Іванівна     | 04.11.2010            | середня спеціальна | позапартійна           | Будищенська сільська рада, землевпорядник                            |
| 6                           | Задорожній Володимир Іванович   | 04.11.2010            | середня спеціальна | позапартійний          | Шевченківський сільськогосподарський коледж, завідувач з виробництва |
| 9                           | Осадчий Володимир Володимирович | 04.11.2010            | середня спеціальна | позапартійний          | Фермер                                                               |
| 10                          | Скляр Марина Вікторівна         | 04.11.2010            | середня спеціальна | позапартійна           | Будищенський психоневрологічний інтернат, завідувачка виробництва    |